# Chanson à boire (Poulenc)
Chanson à boire, FP 31, de Francis Poulenc est une œuvre chorale composée en 1922, sur un texte anonyme du XVIIe siècle pour voix d'hommes a cappella, éditée initialement par Rouart-Lerolle, désormais par Salabert.

## Genèse
Le pianiste Ricardo Viñes confie le jeune Poulenc au compositeur et professeur Charles Koechlin dès 1921. Il s'agit de la première œuvre chorale du compositeur, commandée par une chorale d'étudiants, le Glee Club (en) de l'université Harvard aux États-Unis. Dès son achèvement, Poulenc expédie la partition. Dans ses Entretiens avec Claude Rostand daté de 1954, il précise : 

« Ma chanson terminée, je l'expédiai à Harvard. Patatras ! Entre-temps, la loi sur la prohibition venait de passer, et rendait cette œuvre impossible à chanter. Ensuite, je l'oubliai totalement, lorsque, vingt-huit ans plus tard après, en 1950, étant de passage en Hollande, le président de l'admirable chorale masculine de la Haye m'invita à écouter une répétition de mes Prières de saint François d'Assise et...de cette Chanson à boire. J'avoue que j'étais dans mes petits souliers, car je ne l'avais jamais entendue. »

Vingt-huit années séparent la composition de l'œuvre et sa création à La Haye. Poulenc précise ainsi :

« J'étais prêt à faire mille retouches. Quelle ne fut pas stupéfaction (...) de n'avoir pas une note à changer ! »

## Structure et analyse
L'œuvre est écrite pour chœur d'hommes à quatre voix (TTBB) a cappella. La durée totale d'exécution est d'environ quatre minutes.

## Texte
Vive notre hôtesse qui, sans cesse, 

le verre à la main nous met en train.

Vive notre hôtesse qui, sans cesse, 

bannit loin d'ici le noir souci.

De mille traits elle assaisonne 

les mets exquis qu'elle nous donne.

Avec elle on est sans façon, 

rien n'est si bon.

Ses beaux yeux pleins de feu 

sont de puissantes armes.

Tout mortel sous les cieux 

en éprouve les charmes.

Sur les charmes les plus puissants, 

elle remporte la victoire. 

Qu'elle reçoive notre encens 

et que tout parle de sa gloire.

La, la, la, j'ai trop bu mais ne boirai plus.
— Anonyme

## Discographie
- Poulenc : Chansons françaises, The Sixteen, Harry Christophers (dir), label Technics, 1993
- Poulenc: Musique chorale séculière, Nederlands Kamerkoor, Eric Ericson (dir.), Globe, 2000
- Francis Poulenc: Figure Humaine, Quatre petites prières de Saint François d'Assise, RIAS Kammerchor, Daniel Reuss (dir.), Harmonia Mundi, 2005
- Poulenc : Secular Choral Music, Norddeutscher Figuralchor, Jörg Straube (dir), label MDG Gold, MDG9471595, 2009